# بمل (روستا)
بمل (به هلندی: Bemmel) یک منطقهٔ مسکونی در هلند است که در لینگه‌وارد واقع شده‌است. بمل ۱۲٬۶۷۲ نفر جمعیت دارد.